# Sparkasse Oberland
Die Sparkasse Oberland ist ein öffentlich-rechtliches Kreditinstitut mit Sitzen in Weilheim in Oberbayern, Garmisch-Partenkirchen und Schongau.

## Organisationsstruktur und Geschäftsausrichtung
Die Sparkasse Oberland ist eine Anstalt des öffentlichen Rechts. Rechtsgrundlagen sind das Sparkassengesetz, die bayerische Sparkassenordnung und die durch den Träger der Sparkasse erlassene Satzung. Organe der Sparkasse sind der Vorstand und der Verwaltungsrat.
Kommunale Trägerkörperschaft (Art. 4 SpkG) der Sparkasse ist der Zweckverband Sparkasse Oberland, dem als Mitglieder die Stadt Weilheim i.OB, der Landkreis Weilheim-Schongau, der Markt Murnau a. Staffelsee, der Markt Peißenberg und die Stadt Penzberg angehören. Der Geschäftsbezirk der Sparkasse Oberland umfasst den räumlichen Wirkungsbereich der Verbandsmitglieder.
Die Sparkasse Oberland betreibt das Universalbankgeschäft. Die Sparkasse Oberland wies im Geschäftsjahr 2024 eine Bilanzsumme von 5,101 Mrd. Euro aus und verfügte über Kundeneinlagen von 3,858 Mrd. Euro. Gemäß der Sparkassenrangliste 2024 liegt sie nach Bilanzsumme auf Rang 94. Sie unterhält 42 Filialen/Selbstbedienungsstandorte und beschäftigt 738 Mitarbeiter.

## Geschichte

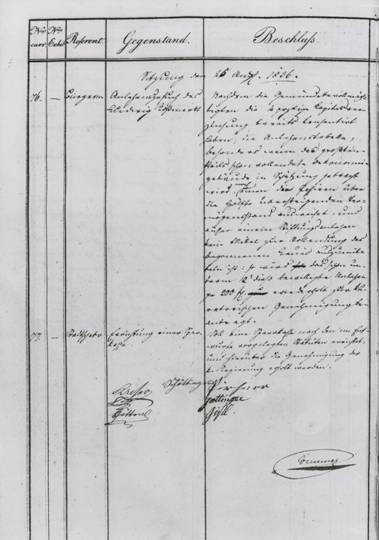
Ratsbeschluss zur Gründung der Sparkasse Weilheim

Die heutige Sparkasse Oberland ist der Zusammenschluss von fünf Sparkassen.
Die Weilheimer Stadtsparkasse war die erste im bayerischen Oberland. Die Idee zur Gründung stammte vom damaligen Stadtschreiber Weilheims Philipp Jakob Wimmer aus dem Jahr 1824.
Zweck der Sparkassengründung war, „der minderbemittelten Einwohnerklasse der Stadt Weilheim und ihrer Umgebung, den Handwerksgesellen, Lehrlingen und Dienstboten, dann insbesondere den Kindern Gelegenheit zu verschaffen, ihre geringe Barschaft und Ersparnisse nicht nur sicher zu verwahren, sondern auch von denselben einen fortschreitenden Zuwachs durch angemessene Verzinsung erhalten zu können.“
Zwölf Jahre später erfolgte der entsprechende Ratsbeschluss. Die Geschäftsräume der Weilheimer Sparkasse befanden sich seit der Gründung im damaligen Rathaus, dem heutigen Stadtmuseum. Der erste Geschäftstag, der 4. Dezember 1836, war ein Sonntag. 

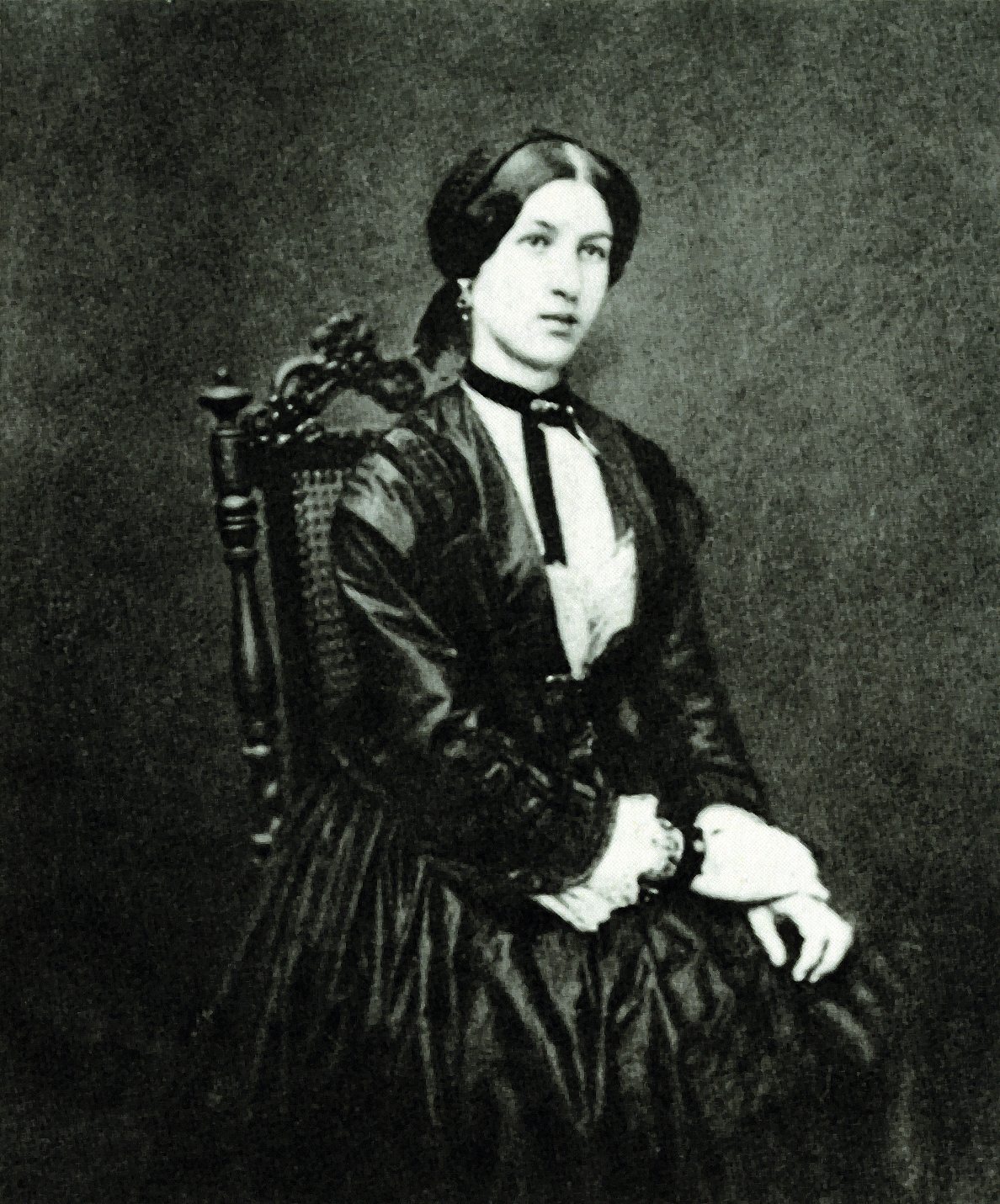
Antonie Kaiser, die erste Kundin der Vereinigten Sparkassen

Damals wurde auf die dreizehnjährige Kaufmannstochter Antonie Kaiser das Sparkonto Nr. 1 über 15 Gulden (umgerechnet nach heutiger Kaufkraft ca. 370 Euro) eröffnet.
Auch in den Folgejahren war die Sparkasse zunächst nur an zwei Sonntagen im Monat geöffnet, ehe ab November 1865 anstelle der Sonntage zunächst „alle Samstage jeder Woche“ die Sparkassengeschäfte getätigt werden konnten. Bis in die Mitte der 1890er Jahre gab es daneben nur noch einen Wochentag als Annahmetag für Spareinlagen, bis zur Jahrhundertwende wurden diese zur Hebung der Spartätigkeit dann aber erweitert und zusätzlich fungierten nun auch Montag und Donnerstag als „Kassentage“.
1840 folgte die Gründung der Sparkasse Murnau.
Am 1. Januar 1852 wurde die Städtische Sparkasse Schongau gegründet. Der damalige Zweck war „der minderbemittelten Einwohnerklasse des Landgerichtsbezirkes Schongau [...] nur bezüglich ihrer eigenen Ersparnisse Gelegenheit zu verschaffen, diese eben nicht nur sicher zu verwahren, sondern hiervon einen fortschreitenden Zuwachs durch angemessene Verzinsung erhalten zu können.“ 1910 erreichten die Einlagen erstmals über eine Million Mark. Als Folge von Inflation und Währungsreform der 1920er Jahre war 1926 eine Sanierung erforderlich. In der Folgezeit erfuhr die Sparkasse Schongau einen deutlichen Aufschwung.
Im Jahr 1937 wurde ein neu errichtetes Geschäftsgebäude bezogen. Aus der Stadtsparkasse war inzwischen eine Bezirkssparkasse und später die Kreissparkasse geworden. 1957 erfolgte frühzeitig die Einführung der bargeldlosen Lohnzahlung mit dem Bergwerk Peiting. 1971 überschritten die Kundeneinlagen 100 Mio. DM. 

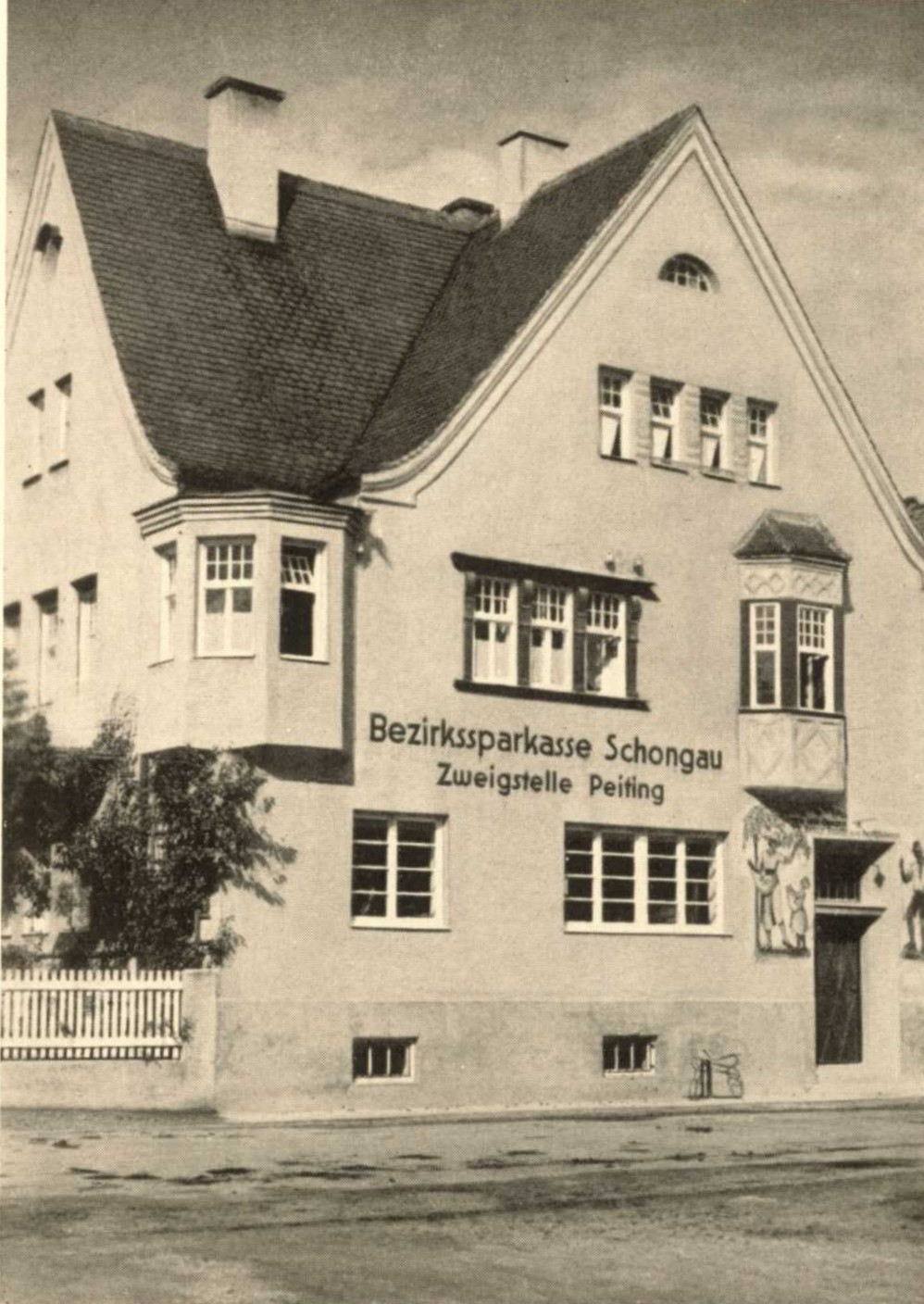
Die erste Zahl- bzw. Zweigstelle der Bezirkssparkasse Schongau war in Peiting in der „Mehl- und Kolonialwarenhandlung Brandl“ eingerichtet. 1930 zog die Sparkasse dann in ein eigenes Gebäude um.

In den Jahren 1920 und 1921 entstanden die Sparkassen in Peißenberg und Penzberg. Die ersten Filialen in den Dörfern Huglfing, Pähl, Bernried und Uffing wurden in den fünfziger Jahren eröffnet. Die Vereinigten Sparkassen i. Lkr. Weilheim entstanden in den Jahren 1953 bis 1959. In dieser Zeit gründeten die Sparkassen Weilheim und Penzberg einen Zweckverband, dem ein Jahr später auch die Sparkasse Peißenberg beitrat. Damals firmierten die Sparkassen unter dem Namen Vereinigte Sparkassen Weilheim-Penzberg und Peißenberg. Mit dem Eintritt der Sparkasse Murnau in den Zweckverband im Jahr 1959, firmierten die vier Sparkassen von nun an als Vereinigte Sparkassen im Landkreis Weilheim i. OB.
Die Strukturkrise der Bankenbranche, unter anderem als Folge der Niedrigzinspolitik der Europäischen Zentralbank (EZB), beschleunigte die Fusionsbewegungen unter den deutschen Sparkassen. Im Herbst 2015 war es daher zu Gesprächen über eine Fusion der Sparkassen Garmisch, Weilheim und Schongau gekommen. Geplant war eine Fusion zur „Sparkasse Oberland“ zum 1. April 2016. Nach einem Veto des Verwaltungsrates der Kreissparkasse Garmisch-Partenkirchen Ende November 2015 scheiterte jedoch die Fusion der drei Sparkassen.
Im Juli 2016 nahmen die Vereinigten Sparkassen im Landkreis Weilheim sowie die Kreissparkasse Schongau die Verhandlungen über einen Zweier-Zusammenschluss wieder auf. Nach Zustimmung der jeweiligen kommunalen Aufsichtsgremien, wurde am 15. Dezember 2016 der Fusionsvertrag unterzeichnet.
Am 1. April 2017 begann mit der offiziellen Umbenennung zur „Sparkasse Oberland“ eine neue Ära. Das Geschäftsgebiet der neuen Sparkasse erstreckt sich nun mit 36 Geschäftsstellen über Teile von insgesamt vier Landkreisen (Weilheim-Schongau, Garmisch-Partenkirchen, Bad Tölz-Wolfratshausen und Landsberg).
Rund sechs Jahre nach den ersten Gesprächen wurde am 30. Juli 2021 im Rahmen einer Pressekonferenz der Fusionsvertrag zwischen der Sparkasse Oberland und der Kreissparkasse Garmisch-Partenkirchen unterzeichnet. Die juristische Fusion der beiden Häuser erfolgte zum 1. Juni 2022. Heißen wird das Fusionsinstitut weiterhin Sparkasse Oberland. Das Geschäftsgebiet der fusionierten Sparkasse reicht vom Ammersee bis zur Zugspitze. Hauptsitz ist in Weilheim.

## Sparkassen-Finanzgruppe
Die Sparkasse Oberland ist Teil der Sparkassen-Finanzgruppe. Zuständiger Verband ist der Sparkassenverband Bayern. Die Sparkasse vertreibt daher z. B. Bausparverträge der LBS Bayern, offene Investmentfonds der Deka und vermittelt Versicherungen der Versicherungskammer Bayern. Im Bereich des Leasing arbeitet die Sparkasse Oberland mit der Deutschen Leasing zusammen. Die Sparkassen-Immobilien-Vermittlungs GmbH unterstützt beim Immobiliengeschäft. Zuständige Landesbank ist die Bayerische Landesbank.

## Einlagensicherung
Die Sparkasse Oberland ist Mitglied im Sparkassenstützungsfonds des Sparkassenverbandes Bayern und damit Teil des institutsbezogenen Sicherungssystems der deutschen Sparkassenorganisation, das die Anforderungen der EU-Einlagensicherung bzw. des Einlagensicherungsgesetzes (EinSiG) erfüllt.

## Das Sicherungssystem der Sparkassen-Finanzgruppe
Das Sicherungssystem der Sparkassen-Finanzgruppe ist an dem Einlagensicherungsgesetz (EinSiG) ausgerichtet, welches im Juli 2015 in Kraft getreten ist. Ziel des Sicherungssystems ist es, wirtschaftliche Schwierigkeiten der angeschlossenen Institute zu vermeiden. Das System schützt die Einlagen aller Bürgerinnen und Bürger, welche bei einem Institut der Sparkassen-Finanzgruppe verwahrt werden. Das Sicherungssystem der Sparkassen-Finanzgruppe besteht aus zwei Komponenten. Das Primärziel ist, einen Entschädigungsfall zu vermeiden und die Solvenz sowie die Liquidität der Institute sicherzustellen (Freiwillige Institutssicherung). Im Bedarfsfall trägt die freiwillige Institutssicherung dafür Sorge, die Stabilität eines Instituts der Sparkassen-Finanzgruppe wiederherzustellen. Das zweite Ziel beinhaltet die Entschädigung von Einlegern gewährleisten zu können. Daher sind die Einlagen der Kunden bis zu einer Höhe von 100.000 Euro abgesichert (Gesetzliche Einlagensicherung). So sollen der Fortbestand eines jeden Mitgliedsinstituts gewährleistet und somit die Geschäftsbeziehungen der Institute zu ihren Kunden, wie vertraglich vereinbart, fortgeführt werden können. Seit der Gründung des Sicherungssystems in den 1970er-Jahren hat dieses System sichergestellt, dass es bei keinem Mitgliedsinstitut zu einer Insolvenz gekommen ist. In der Sparkassen-Finanzgruppe hat demnach noch kein Kunde seine Einlagen verloren.

## Soziales Engagement

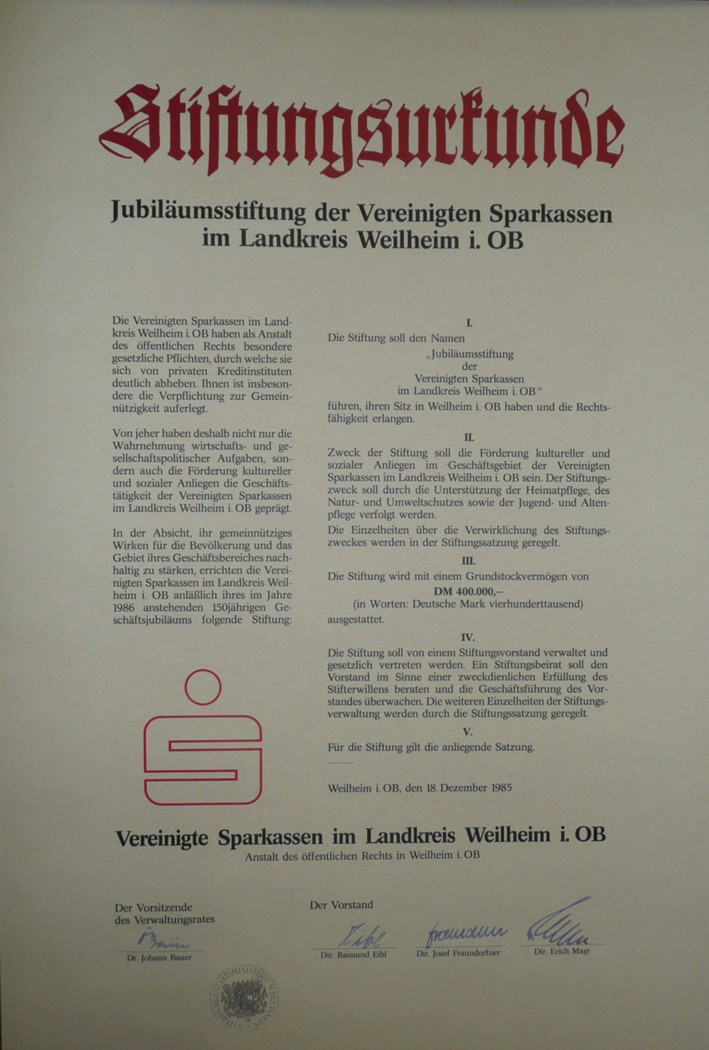
Urkunde zur Gründung der Jubiläumsstiftung

Das Geschäftsmodell der Sparkassen ist die Gemeinwohlorientierung aufgrund des öffentlichen Auftrags und der kommunalen Trägerschaft. Dementsprechend umfangreich waren daher schon um die Jahrhundertwende die Förderungsaktivitäten durch die Weilheimer Sparkasse: Sie gab 1881 Zuschüsse zum Krankenhausbau und dessen Erweiterung im Jahre 1891. 1902 wurde die Errichtung, Erweiterung und Renovierung der Realschule gefördert, ebenso flossen Mittel für Kirchen, wie 1899 den Neubau der evangelischen Kirche, sowie in den Ausbau verschiedener städtischer Infrastrukturen, wie das Schlachthaus 1902, die städtische Gasbeleuchtung, die Feuerwehr und 1893 die Wasserleitungen.
Im Dezember 1985 wurde die Kulturstiftung der Kreissparkasse Schongau gegründet. Die Stiftung verfolgt den Zweck, Kunst und Kultur im Schongauer Land zu fördern, den Natur- und Heimatschutz zu pflegen und der Erwachsenenbildung zu dienen.
1986 wurde anlässlich des 150. Gründungstages die Jubiläumsstiftung der Vereinigten Sparkassen zur Förderung kultureller und sozialer Anliegen im Geschäftsgebiet durch Unterstützung der Heimatpflege, des Natur- und Umweltschutzes sowie der Jugend- und Altenpflege einschließlich der Unterstützung bedürftiger Personen errichtet. Aus dem anfänglichen Grundstockvermögen von umgerechnet 200.000 Euro wurden inzwischen 1,75 Mio. Euro.
Inzwischen kamen noch drei weitere regional verankerte Stiftungen hinzu: Im Jahr 2003 wurde die Ödön-von-Horváth-Stiftung in Murnau gegründet. Im Jahr 2005 folgte zusammen mit der Stadt Weilheim die Gründung der Georg-Petel-Stiftung, deren Zweck die Förderung der bildenden Kunst, insbesondere der Bildhauerei und Malerei, ist. Schließlich wurde im Jahr 2007 die Kulturstiftung der Vereinigten Sparkassen und des Marktes Peißenberg zur Förderung junger Künstler und Musiker errichtet.
Darüber hinaus vergeben die Vereinigten Sparkassen an Vereine, Schulen, Kindergärten, Kultureinrichtungen, Rettungs- und Hilfsorganisationen und gemeinnützige Initiativen jährlich Spenden in sechsstelliger Höhe, mit denen ca. 100 gemeinnützige Projekte pro Jahr unterstützt und finanziert werden.

## Treuhandstiftung und Bürgerstiftungen
Im Jahr 2011 wurde die Stiftergemeinschaft der ehemaligen Kreissparkasse Schongau gegründet. Neben zahlreichen privaten Stiftungen beheimatete sie 16 Bürgerstiftungen von Kommunen im Schongauer Land. Bei der Stiftergemeinschaft der ehemaligen Kreissparkasse Schongau handelte es sich um eine unselbständige Stiftung, welche es stiftungswilligen Bürgerinnen und Bürgern ermöglicht, gemeinnützige und soziale Projekte in ihrer Heimat durch Zuwendungen zu unterstützen. Dies ist beispielsweise über eine der 16 Bürgerstiftungen oder durch Gründung einer eigenen Unterstiftung innerhalb der Stiftergemeinschaft der Sparkasse möglich. Bei der Gründung einer eigenen Namensstiftung legt der Stifter den Namen und das Stiftungskapital sowie die Stiftungszwecke und die begünstigten Einrichtungen selber fest.
Ein Jahr später, im Jahr 2012, haben die ehemaligen Vereinigten Sparkassen die „Stiftergemeinschaft der Vereinigten Sparkassen im Landkreis Weilheim i.OB“ ins Leben gerufen. Diese hat insgesamt Bürgerstiftungen von fünf Kommunen, der Stadt Weilheim, der Stadt Penzberg, der Marktgemeinde Peißenberg sowie der Gemeinde Huglfing und Bernried, beheimatet.
Seit der Gründung der beiden Stiftergemeinschaften konnten rund 335.000 Euro für gemeinnützige Zwecke an die 21 Bürgerstiftungen der teilnehmenden Kommunen bereitgestellt werden.
Aufgrund der Fusion der Kreissparkasse Schongau und der Vereinigten Sparkassen im Landkreis Weilheim wurden die Stiftergemeinschaften der beiden Altsparkassen zum 1. Januar 2019 zu der „Stiftergemeinschaft der Sparkasse Oberland“ zusammengeführt. Die neue Stiftergemeinschaft umfasst demnach aktuell 21 Bürgerstiftungen, mehrere Namensstiftungen sowie zwei Vereinsförderstiftungen. Unter dem Dach der „Stiftergemeinschaft der Sparkasse Oberland“ können Stifter ihre eigene Unterstiftung errichten.